# Liste der Biografien/Niet
Liste der Biografien |
Portal Biografien |
Personensuche
# |
A |
B |
C |
D |
E |
F |
G |
H |
I |
J |
K |
L |
M |
N |
O |
P |
Q |
R |
S |
T |
U |
V |
W |
X |
Y |
Z |
?
 
Na |
Nb |
Nc |
Nd |
Ne |
Nf |
Ng |
Nh |
Ni |
Nj |
Nk |
Nl |
Nm |
Nn |
No |
Nr |
Ns |
Nt |
Nu |
Nv |
Nw |
Nx |
Ny |
Nz
 
Nia |
Nib |
Nic |
Nid |
Nie |
Nif |
Nig |
Nih |
Nii |
Nij |
Nik |
Nil |
Nim |
Nin |
Nio |
Nip |
Niq |
Nir |
Nis |
Nit |
Niu |
Niv |
Niw |
Nix |
Niy |
Niz
 
Nieb |
Niec |
Nied |
Nief |
Nieg |
Nieh |
Niej |
Niek |
Niel |
Niem |
Nien |
Niep |
Nier |
Nies |
Niet |
Nieu |
Niev |
Niew
Die Liste der Biografien führt alle Personen auf, die in der deutschsprachigen Wikipedia einen Artikel haben. Dieses ist eine Teilliste mit 91 Einträgen von Personen, deren Namen mit den Buchstaben „Niet“ beginnt.

## Niet

### Nieta
- Nietan, Dietmar (* 1964), deutscher Politiker (SPD), MdBDietmar Nietan (* 1964)

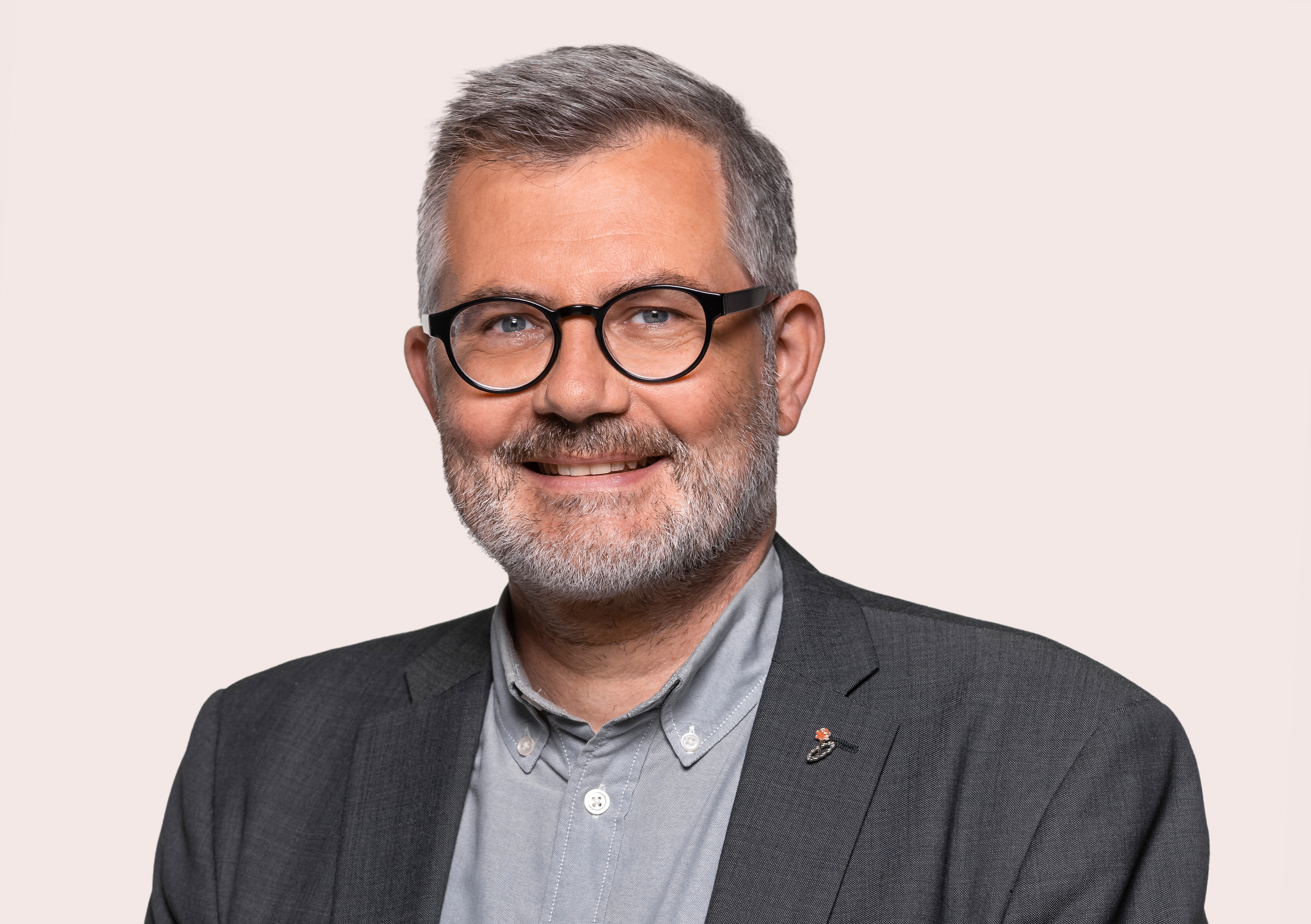
Dietmar Nietan (* 1964)

### Niete
- Nieten, Karl (1883–1957), oldenburgischer Politiker
- Nieter, Helmut (* 1930), deutscher Politiker (DBD, CDU), MdL Mecklenburg-Vorpommern
- Nieter, Reinhard (1883–1964), deutscher Politiker (SPD), Oberbürgermeister der Stadt Wilhelmshaven
- Nietes, Donnie (* 1982), philippinischer Boxer

### Nietf
- Nietfeld, Jonas (* 1994), deutscher Fußballspieler
- Nietfeld-Beckmann, Gustav (1896–1961), deutscher Politiker (NSDAP), MdR

### Nieth
- Nieth, Dani (* 1959), Schweizer Moderator, Rhetoriktrainer und Spitzensportler
- Niethammer, Albert (1833–1908), deutscher Papierunternehmer und nationalliberaler Politiker, MdR, MdL (Königreich Sachsen)
- Niethammer, Albert junior (1857–1910), deutscher Industrieller
- Niethammer, Anneliese (1901–1983), deutsche Botanikerin und Hochschullehrerin
- Niethammer, Barbara (* 1967), deutsche Mathematikerin
- Niethammer, Berndt (1931–2005), deutscher Manager und Unternehmer
- Niethammer, Dietrich (1939–2020), deutscher Mediziner
- Niethammer, Eberhard (* 1948), deutscher Kommunalpolitiker
- Niethammer, Emil (1869–1956), deutscher Jurist und Politiker (CDU), MdL
- Niethammer, Frank (1931–2005), deutscher Wirtschaftsmanager
- Niethammer, Friedrich (1874–1947), deutscher Maschinenbauingenieur
- Niethammer, Friedrich (1942–1996), deutscher Kommunalpolitiker von Heilbronn
- Niethammer, Friedrich Immanuel (1766–1848), deutscher Philosoph und Theologe
- Niethammer, Günther (1908–1974), deutscher Ornithologe
- Niethammer, Hermann (1835–1876), deutscher Rechtsanwalt und Politiker (VP)
- Niethammer, Hermann (1874–1953), württembergischer Oberamtmann und Landrat
- Niethammer, Jochen (1935–1998), deutscher Mammaloge und Hochschullehrer
- Niethammer, Julius von (1798–1882), deutscher Jurist und Politiker
- Niethammer, Konrad (1863–1931), deutscher Papierunternehmer und Politiker (NLP, DVP), MdL (Königreich Sachsen, Freistaat Sachsen)
- Niethammer, Lena (* 1989), deutsche Journalistin
- Niethammer, Lutz (1939–2025), deutscher HistorikerLutz Niethammer (1939–2025)

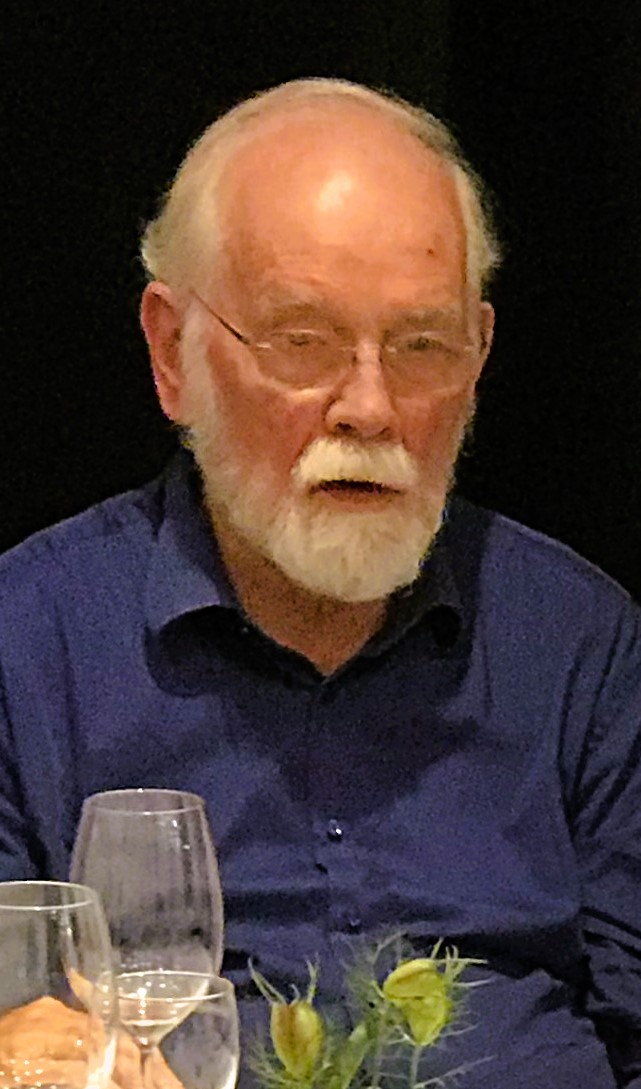
Lutz Niethammer (1939–2025)

- Niethammer, Nik (* 1962), Schweizer Journalist
- Niethammer, Renate (1913–2017), deutsche Grafikerin und Malerin
- Niethammer, Theodor (1876–1947), Schweizer Astronom und Geodät
- Niethammer, Willy (1914–1991), deutscher Politiker
- Niethard, Fritz Uwe (* 1945), deutscher Orthopäde und Unfallchirurg
- Niethardt, Klaus (1928–2005), deutscher Zeichner und Maler

### Nieti
- Nieting, Clemens (* 1964), deutscher Politiker (CDU), MdHB

### Nietl
- Nietlispach, Emil (1887–1962), Schweizer Politiker und Richter
- Nietlispach, Franz (* 1958), Schweizer Sportler und Politiker
- Nietlispach, Jakob (1848–1918), Schweizer Politiker, Landwirt und Richter

### Nietm
- Nietmann, Heinrich (1901–1961), deutscher Politiker (NSDAP), MdR

### Nietn
- Nietner, Christian (1756–1822), Königlicher Hofgärtner in Niederschönhausen
- Nietner, Eduard I. (1796–1859), Königlicher Hofgärtner in den Schlossgärten Monbijou und Sanssouci
- Nietner, Eduard II. (1842–1909), Königlicher Hofgärtner in den Schlossgärten Sanssouci und Charlottenburg
- Nietner, Friedrich (1766–1824), Königlicher Hofgärtner in Caputh und am Neuen Palais im Potsdamer Park Sanssouci
- Nietner, Johann Joseph (1726–1803), deutscher Hofgärtner in Sagan und Niederschönhausen
- Nietner, Kurt (1859–1929), deutscher Königlicher Hofgärtner, nach der Monarchie Garteninspektor, im Park Babelsberg
- Nietner, Theodor (1905–1988), deutscher Gärtner und Leiter des Garten- und Friedhofsamtes in Osnabrück
- Nietner, Theodor I. (1790–1871), deutscher Hofgärtner
- Nietner, Theodor II. (1823–1894), deutscher Oberhofgärtner
- Nietner, Wilhelm (1802–1871), Königlicher Hofgärtner in den Schlossgärten Schwedt und Sanssouci

### Nieto
- Nieto Degregori, Luis (* 1955), peruanischer Philologe und Schriftsteller
- Nieto Guerra, Aníbal (* 1949), spanischer Ordensgeistlicher, römisch-katholischer Bischof von San Jacinto
- Nieto Marcos, Asier (* 1997), spanischer Handballspieler
- Nieto Marcos, Gorka (* 2002), spanischer Handballspieler
- Nieto Miranda, Luis (1910–1997), peruanischer Journalist, Essayist, Dichter, Komponist und Politiker
- Nieto Nieto, Patricia (* 1968), kolumbianische Journalistin und Hochschullehrerin
- Nieto Prado, Vicente (* 1974), mexikanischer Fußballspieler
- Nieto Súa, Francisco Antonio (* 1948), kolumbianischer römisch-katholischer Geistlicher, Bischof von Engativá
- Nieto y Nieto, Enrique (1883–1954), spanischer Architekt des Modernismo
- Nieto, Ángel (1947–2017), spanischer MotorradrennfahrerÁngel Nieto (1947–2017)

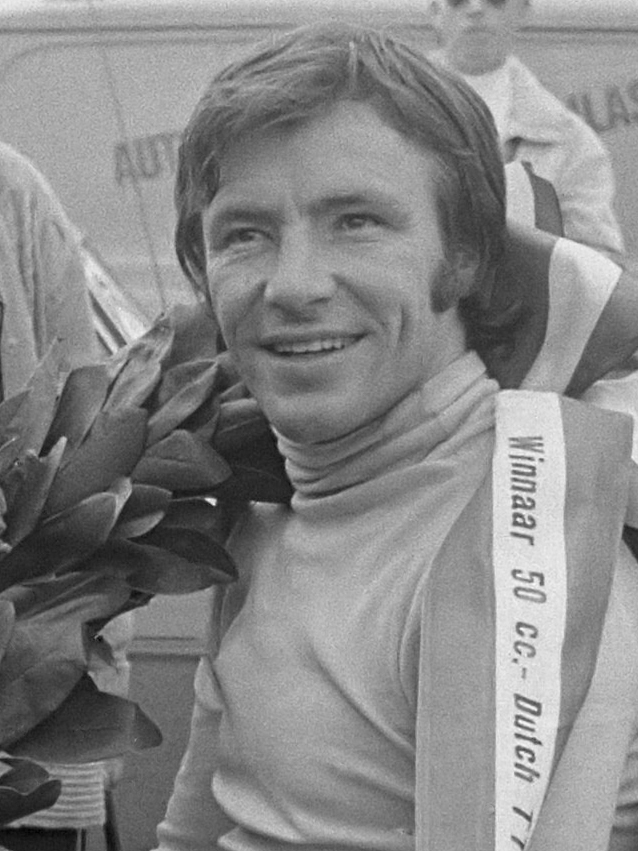
Ángel Nieto (1947–2017)

- Nieto, Ángela (* 1960), spanische Biologin und Hochschullehrerin
- Nieto, Arturo (* 1940), mexikanischer Opernsänger, Bariton und Gesangslehrer
- Nieto, Byron (* 1998), chilenischer Fußballspieler
- Nieto, David (1654–1728), jüdischer Gelehrter
- Nieto, Fonsi (* 1978), spanischer Motorradrennfahrer
- Nieto, Fuensanta (* 1957), spanische Architektin
- Nieto, Jamie (* 1976), US-amerikanischer Hochspringer und Schauspieler
- Nieto, José (1903–1982), spanischer Schauspieler
- Nieto, José (* 1942), spanischer Komponist
- Nieto, Marta (* 1982), spanische SchauspielerinMarta Nieto (* 1982)

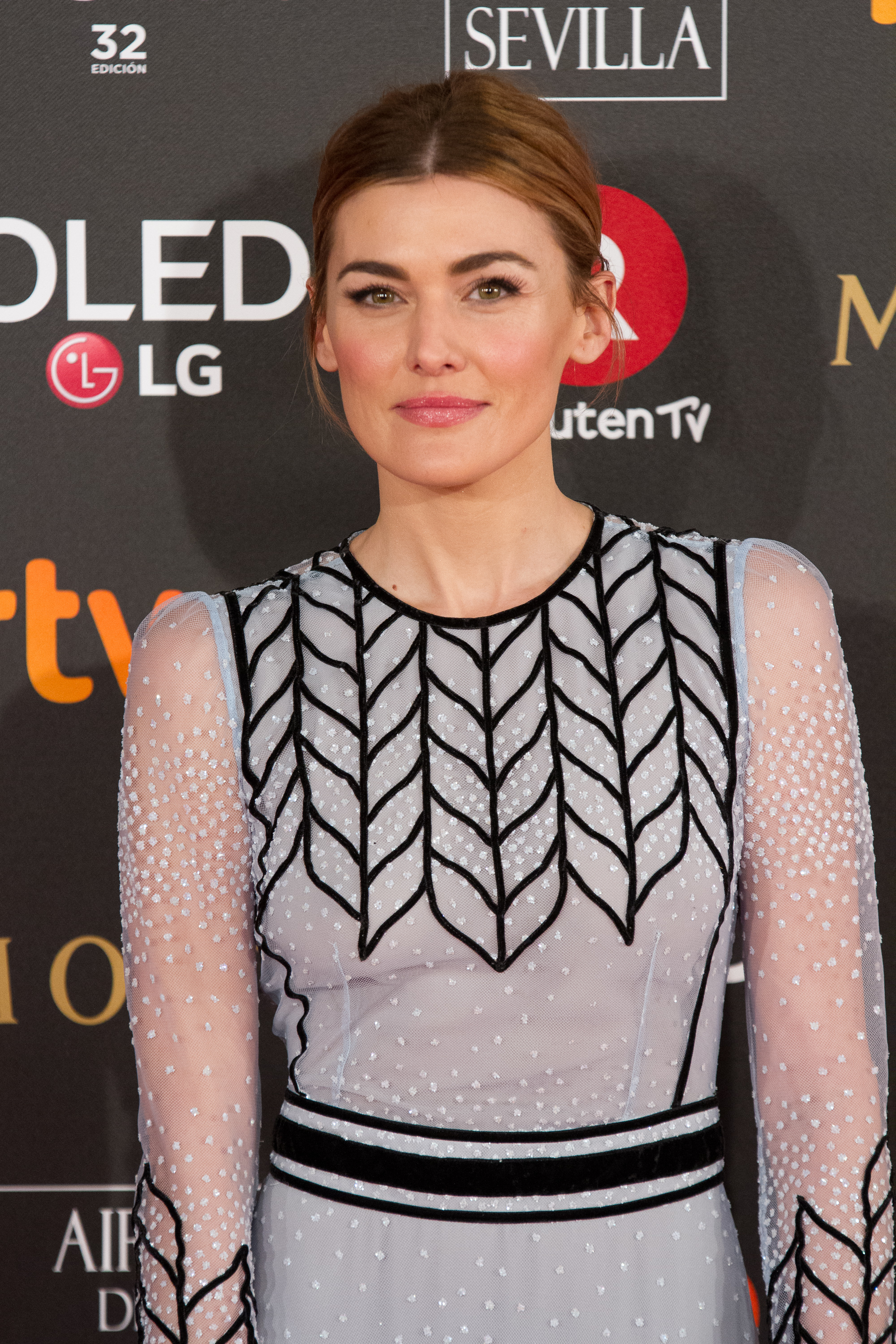
Marta Nieto (* 1982)

- Nieto, Matt (* 1992), US-amerikanischer Eishockeyspieler
- Nieto, Miguel Ángel (* 1986), spanischer Fußballspieler
- Nieto, Ofelia (1898–1931), spanische Sängerin
- Nieto, Ricardo (1878–1952), kolumbianischer Rechtsanwalt, Politiker und Lyriker
- Nieto, Ubaldo, US-amerikanischer Jazzmusiker

### Niets
- Nietsch, Hubert (1893–1965), deutscher Bildhauer
- Nietsch, Michael (* 1970), deutscher Rechtswissenschaftler
- Nietschmann, Hermann (1840–1929), deutscher evangelischer Pfarrer, Schriftsteller und Komponist
- Nietschmann, Reinhold (1907–1971), deutscher Schauspieler, Hörspiel- und Synchronsprecher

### Nietz
- Nietz, Johann (1803–1873), deutscher Architekt und Baubeamter
- Nietz, Klaus (* 1943), deutscher Schauspieler, Hörspiel- und Synchronsprecher
- Nietzard, Jette (* 1999), deutsche Politikerin (Bündnis 90/Die Grünen), Bundessprecherin der Grünen JugendJette Nietzard (* 1999)

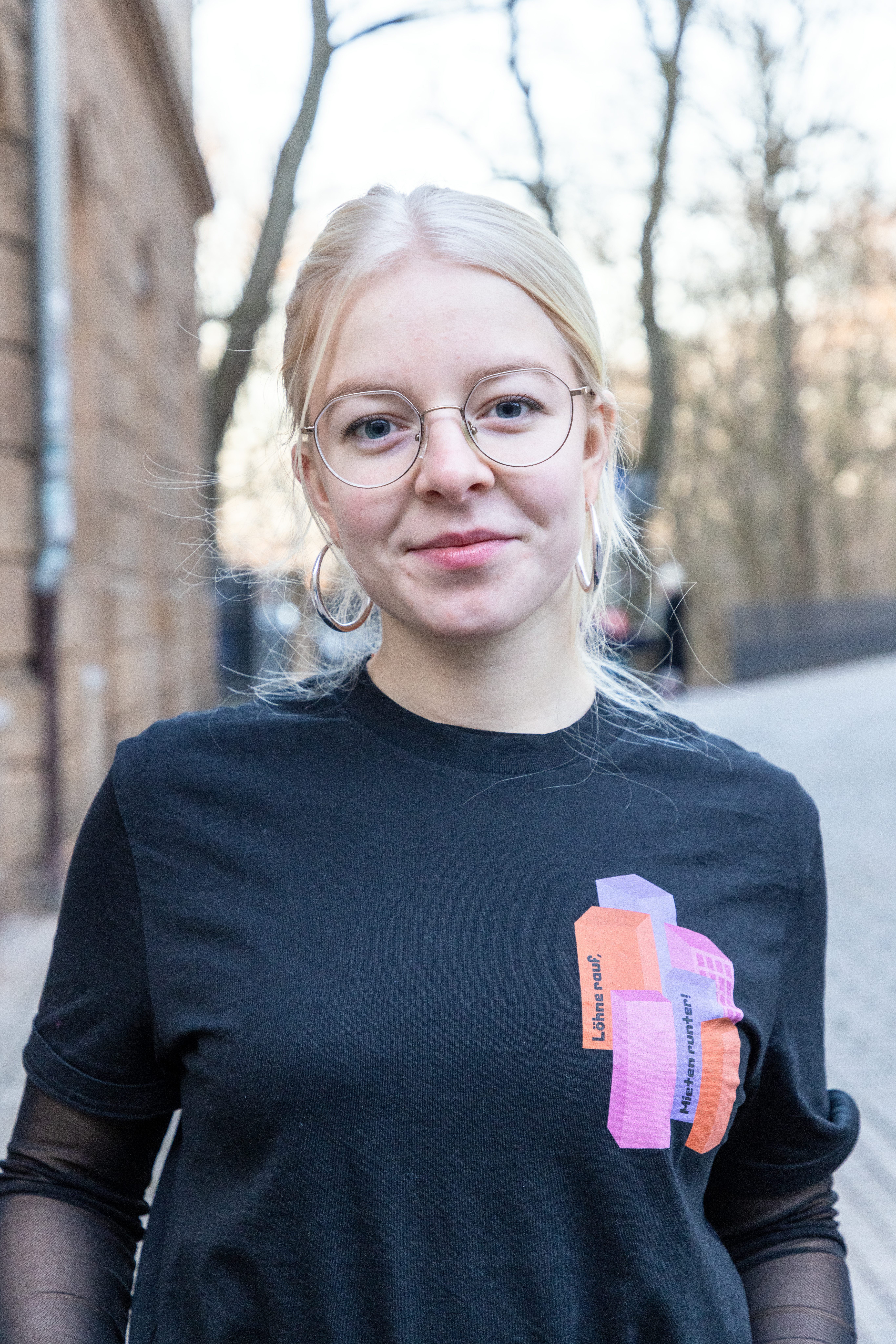
Jette Nietzard (* 1999)

- Nietzel, Dietrich (1703–1756), deutscher Gärtner
- Nietzki, Adam (1714–1780), deutscher Mediziner
- Nietzki, Karl (1813–1861), deutscher evangelischer Theologe und Schriftsteller
- Nietzki, Rudolf (1847–1917), deutscher Chemiker und Hochschullehrer
- Nietzsch, Josef (1938–2019), deutscher Mathematiker und Hochschullehrer
- Nietzsche, Carl Ludwig (1813–1849), deutscher protestantischer Pfarrer und Vater des Philosophen Friedrich Nietzsche
- Nietzsche, Franziska (1826–1897), Mutter Friedrich Nietzsches
- Nietzsche, Friedrich (1844–1900), deutscher klassischer Philologe, Philosoph
- Nietzsche, Friedrich August (1795–1833), deutscher Rechtswissenschaftler
- Nietzsche, Friedrich August Ludwig (1756–1826), deutscher Theologe